# Gillian Rubinstein
Gillian Rubinstein (29 agosto 1942) è una scrittrice inglese.
Ha firmato alcune opere con lo pseudonimo di Lian Hearn.

## Biografia
Scrittrice di libri per bambini e commediografa. Nata in Inghilterra Rubinstein trascorse la sua infanzia tra l'Inghilterra e la Nigeria trasferendosi in Australia nel 1973. Oltre a otto opere teatrali, numerosi racconti e articoli ha scritto oltre 30 libri.
Nel 1986 scrisse Space Demons in cui ha introdotto i temi della crescita e dei mondi fantastici che spesso emergono nei suoi altri scritti. Libri come At Ardilla, Foxspell e Galax-Arena hanno ricevuto numerosi premi.
Gillian Rubinstein risiede a Goolwa, nell'Australia meridionale.

## Opere
Nel 2001 Rubinstein pubblicò il primo libro della trilogia Leggenda di Otori firmandosi con lo pseudonimo "Lian Hearn". 
Nel 2003 e nel 2004 vengono pubblicati rispettivamente, Il viaggio di Takeo e L'ultima luna, secondo e terzo libro della trilogia. Inoltre è prevista prossimamente l'uscita di altri due libri: The Harsh Cry of the Heron e Heaven's Net is Wide, che saranno sempre collegati alla trilogia.

### La Leggenda di Otori
La leggenda di Otori è una trilogia di romanzi scritta da Lian Hearn, ambientata in un mondo che ricorda molto il Giappone feudale. Nella prima edizione italiana, pubblicata da Mondadori, i romanzi sono intitolati La leggenda di Otori (Across the Nightingale Floor,2002), Il viaggio di Takeo (Grass for His Pillow,2003), e L'ultima luna (Brilliance of the moon,2004). In una successiva edizione pubblicata da E/O i titoli dei tre romanzi sono stati modificati rispettivamente in Il canto dell'usignolo, Le nevi dell'esilio e Lo splendore della luna.
La saga è classificabile tra il fantasy storico e il fantasy orientale. Tratta temi come l'eutanasia, il femminismo e la libertà religiosa.
Prima di scrivere La Leggenda di Otori Rubinstein si recò in Giappone per studiare le antiche tradizioni giapponesi.
La storia è ambientata nel Giappone tra il XIII ed il XIV secolo, come si ricava in particolare dai riferimenti alla tentata invasione di Kublai Khan (1281). La trilogia racconta la storia di un giovane guerriero di nome Takeo, che cerca un modo di vendicare il suo padre adottivo, fuggire da un destino che appare già scritto e che lo vede futuro capo di un clan di guerrieri, e coronare il suo sogno d'amore con la bella Kaede.